# Adrián Schinoff
Adrián Schinoff (Rosario, 7 de enero de 1972) es un músico, productor y compositor argentino.
Su canción «Te quise tanto», compuesta en colaboración con Coti Sorokin e interpretada por la cantante mexicana Paulina Rubio, fue número uno en las lista Top Latin Songs del año 2004. y fue premiada como canción ganadora en la categoría Pop/Balada por la ASCAP en la edición n.º 13 de sus premios anuales en 2005.

## Biografía
Tras terminar en 1992 sus estudios de Musicoterapia en Rosario, acompañó al guitarrista Luis Salinas y trabajó con Fabián Gallardo y con la banda de rock Rescate.
En 1998 se mudó a España para continuar su carrera trabajando como músico de sesión en grabaciones junto a, entre otros,
Joaquín Sabina,
Marta Sánchez,
Julieta Venegas,
Coti,
El Canto del Loco,
M Clan,
Carlos Núñez,
Juan Luis Guerra,
Chenoa,
David Bisbal,
Mónica Molina,
Nuria Fergó,
Chila Lynn,
Matías Eisen (Puzzle),
Edu del Prado;
y como músico en giras con Coti, Hevia, Estopa, Edu y Chipper.

### Años 2000
Entre los años 2000 y 2004 participó como director musical en las giras de Operación Triunfo (España) y Chenoa.
En 2003 inició su colaboración en programaciones de sonidos y demostraciones con el fabricante de instrumentos musicales Korg.
A partir del año 2006, a raíz de su participación en la gira de Niña Pastori en Latinoamérica y posteriormente en España, comienza su relación con diversos músicos y artistas del nuevo flamenco. Trabajó como músico con Josemi Carmona y Estrella Morente; participó en una gira en París con Carmen Linares para Blanca Li en 2010; colaboró con Rosario Flores como músico y productor; y como músico y director musical en la gira de Antonio Carmona.
En 2010 produjo ―junto a Gustavo Santaolalla y Aníbal Kerpel, el disco De noche de Antonio Carmona en los estudios Capitol Records en Los Ángeles, con Tony Peluso y Thom Russo como ingenieros.
En 2011 graba y produce junto a Antonio Carmona el sencillo «Mi son» de Rosario Flores con Juan Luis Guerra en el estudio Mama Sound en Madrid con Max Miglin como ingeniero de mezcla y mástering.
Por entonces, sus proyectos personales incluyen Adrián Schinoff y los Salvavidas,
Blackdados, y con Sonia Terol: Iamthis (vol. 1), Iamthis Vol 2.
En octubre de 2014 publicó su nuevo disco El embalao
 con las colaboraciones de 
- Enrico Bárbaro: bajo eléctrico,
- Chaboli: percusión,
- Pablo Hopenhayn: viola y violín.
- Juancho Leguizamón: percusión/charango,
- Maca Ramos Urbano: contrabajo,
- Antonio Rey González y José García: guitarras flamencas,
- Luis Salinas: guitarra,
- Arturo Solar: fiscorno,
- Fernando Silva y Juan Ignacio Emme: violonchelo.

En 2016 fue nominado a un premio Grammy Latino como Ingeniero de Mezcla con el disco del cantautor malagueño Pablo Alborán "tres noches en las ventas" como Mejor disco del año.
Actualmente es el director musical de la gira "Tour Terral (2015)" de Pablo Alborán, en la que recorrerá más de 20 países.